# Kankan (Präfektur)

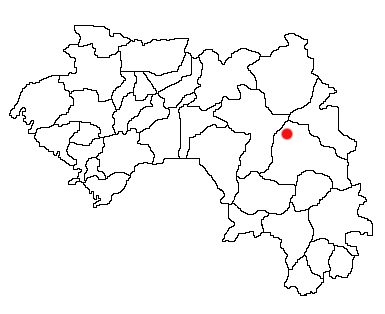
Lage von Stadt und Präfektur Kankan in Guinea

Kankan ist eine Präfektur in der gleichnamigen Region Kankan in Guinea mit etwa 232.000 Einwohnern. Wie alle guineischen Präfekturen ist sie nach ihrer Hauptstadt, Kankan, benannt, welche zugleich Hauptstadt der gesamten Region ist.
Die Präfektur liegt im Osten des Landes, grenzt an die Elfenbeinküste und umfasst eine Fläche von 18.400 km².